# Eodrepanus bechynei
Eodrepanus bechynei là một loài bọ cánh cứng trong họ Bọ hung (Scarabaeidae).